# أبو حاتم يوسف بن محمد الحكم
أبو حاتم يوسف بن محمد الحكم هو إمام وحاكم تيهرت ضمن دولة الرستميين بالمغرب الأوسط، امتد حكمه لعهدتين، الأولى بين سنتي 894 و897 والثانية بين سنتي 901 و906 خلفه في الأولى يعقوب بن الأفلح وفي الثانية يقظان بن محمد أبي اليقظان بن أفلح.